# Chantal Mathieu (Harfenistin)
Chantal Mathieu (* 3. November 1951 in Lille, Frankreich) ist eine französische Harfenistin.

## Leben
Chantal Mathieu studierte am Conservatoire de Paris Harfe bei Jacqueline Borot sowie später Harmonielehre bei Roger Boutry, Kontrapunkt bei Alain Weber und Kammermusik bei Christian Lardé. Im Alter von 14 Jahren erhielt sie dort den ersten Preis für Harfe. Nach mehreren Erfolgen bei internationalen Wettbewerben und vielen Konzerten mit namhaften Orchestern aus der ganzen Welt erhielt sie 1974 die Stelle der Soloharfenistin des NDR Sinfonieorchesters und eine Professur an der Hochschule für Musik und Theater Hamburg.
1977 zog Chantal Mathieu nach Genf und gründete eine Familie. Neben ihrer Aktivität als Solistin und Kammermusikerin unterrichtete sie Harfe und Kammermusik am Conservatoire de Lausanne.

## Auszeichnungen
- 1. Preis beim Internationalen Harfenwettbewerb in Israel 1970
- 2. Preis beim Concours International d’Exécution Musicale de Genève, Spezialpreis des Schweizerischen Rundfunks, 1974
- 1. Preis beim internationalen Wettbewerb der Guilde des Solistes in Paris, „Prix Claude Debussy“ für die beste Interpretation von Deux Danses für Harfe und Streichorchester, 1976